# Chionoecetes
Genre
Chionoecetes est un genre de gros crabes qui vivent dans les eaux froides septentrionales des Océans Pacifique et Atlantique,. Ces espèces sont pêchées et la plus abondante d'entre elles et la plus importante d'entre elles est Chionoecetes opilio. Les sept espèces de ce genre sont appelées Crabe des neiges

## Répartition
Les crabes des neiges sont pêchés de Terre-Neuve au Groenland dans l'océan Atlantique, et partout au nord du Pacifique de la mer du Japon, à la Mer de Béring, du Golfe d'Alaska à Norton Sound, et même jusqu'en Californie pour le Chionoecetes bairdi. La pêche au crabe des neiges est étroitement surveillée du fait de la surpêche et de sa conséquence, la diminution des populations de crabe des neiges.

## Liste des espèces
- Chionoecetes angulatus Rathbun, 1893
- Chionoecetes bairdi Rathbun, 1893
- Chionoecetes elongatus Rathbun, 1925
- Chionoecetes japonicus Rathbun, 1932
- Chionoecetes opilio (Fabricius, 1788)
- Chionoecetes pacificus Sakai, 1978
- Chionoecetes tanneri Rathbun, 1893

## Étymologie
Le terme Chionoecetes dérive des termes grec ancien χιών (chion) et οἰκητής (oiketes) qui signifient respectivement neige et habitant.

## Sources
- Krøyer, 1838 : Conspectus Crustaceorum Groenlandiae. Naturhistorisk Tidsskrift, ser. 1, vol. 2, p. 249–261.